# Ningyang
Ningyang är härad som lyder under Tai'ans stad på prefekturnivå i Shandong-provinsen i norra Kina.